# Echinapoderus horridulus
Echinapoderus horridulus is een keversoort uit de familie bladrolkevers (Attelabidae). De wetenschappelijke naam van de soort werd in 1915 gepubliceerd door Kuntzen.